# Крепидот Цезата
Крепидо́т (крепидо́тус) Цезата (лат. Crepidotus cesatii) — вид грибов рода крепидот (Crepidotus).

## Описание
Плодовое тело шляпочное, сидячее, прикрепляется к субстрату краем или верхней поверхностью, ножка отсутствует.
Шляпка диаметром 0,5—2 см, от выпуклой до выпукло-распростёртой, полуокруглая или округлая, раковиновидная, почковидная, волнистая. Край слабо завёрнут внутрь, войлочный, иногда округло-зубчатый. Поверхность гладкая или опушённая, белой или кремовой окраски.
Пластинки узкокоприросшие, редкие, белого или кремового цвета с розовым оттенком, край белый, бахромчатый.
Мякоть белая, тонкая, без запаха, с горьковатым вкусом.
Остатки покрывал отсутствуют.
Споровый порошок охряно-коричневый или красно-коричневый. Споры неамилоидные, желтовато-буроватые, от почти шаровидных до широкоэллипсоидальных, размерами 7—11×6—8,5 мкм, тонкостенные, шиповатые.
Хейлоцистиды цилиндрические или булавовидные, часто разветвлённые на вершине, могут быть септированы, 25—50×5—15 мкм.
Гифальная система мономитическая, гифы с пряжками, диаметром 2,5—6 мкм, в кожице шляпки без пигментов. Тип пилеипеллиса — вначале триходермоидный, затем кутис.
Трама пластинок субрегулярная.
Базидии четырёхспоровые, реже двухспоровые, булавовидные, со слабо выраженной центральной перетяжкой, размером 20—35×6—10 мкм, с пряжкой в основании.

### Разновидности
- Crepidotus cesatii var. cesatii Sacc. 1877 — споры почти шаровидные, гифы пилеипеллиса извилистые;
- Crepidotus cesatii var. subsphaerosporus (J.E. Lange) Senn-Irlet 1995 — споры широкоэллипсоидальные, гифы пилеипеллиса прямые.

## Экология
Сапротроф на остатках древесины лиственных, реже хвойных пород, вызывает белую гниль. Встречается на видах бука (Fagus), клёна (Acer), Ели (Picea), шиповника (Rosa), малинника (Rubus) и других родов.
Сезон: август — ноябрь(данные для Ленинградской области).